# TV Norte Paraíba
TV Norte Paraíba (anteriormente TV Manaíra) é uma emissora de televisão brasileira sediada em João Pessoa, capital do estado da Paraíba. Opera no canal 10 (16 UHF digital) e é afiliada à RedeTV!. A emissora pertence a rede regional TV Norte do Grupo Norte de Comunicação, que também controla a sua coirmã Norte FM João Pessoa.

## História

### TV O Norte (1987-2009)
A história começa com o nome de TV O Norte, segunda emissora de televisão de João Pessoa e terceira do estado da Paraíba, entrando no ar à zero hora do dia 1.º de janeiro de 1987 no canal 10 VHF, onde operava uma retransmissora da TV Globo Nordeste. De início, era afiliada da Rede Manchete, que já contava com uma retransmissora no canal 13 VHF. Em março do mesmo ano, passou a integrar o SBT. A emissora foi fundada pelo jornalista Marconi Góes de Albuquerque e teve como primeiro diretor-superintendente o também jornalista Abelardo Jurema Filho.
Os primeiros apresentadores foram Anchieta Filho (Jornal O Norte 1.ª edição, apresentado às 6h45) e Gilson Souto Maior e Beth Menezes (Jornal O Norte 2.ª edição, às 18h45). No início dos anos 90, os telejornais foram apresentados por Silvio Carlos, até serem extintos. Ao longo da programação havia os flashes dos repórteres em O Norte Eletrônico. Os repórteres pioneiros foram: Ana Márcia, Nelma Figueiredo, Jonas Batista, Gilson Renato, Welington Sérgio e Selma Vidal.
Os primeiros programas locais foram Paraíba Hoje (produção independente do publicitário Weber Luna), revista semanal anteriormente transmitido pela TV Jornal de Recife, Pernambuco (que possuía retransmissora em João Pessoa, no canal 7), Status (com Abelardo Jurema Filho), Agenda da Cidade (com Gilson Renato), Tânia Maia e Você (programa feminino), Telesporte (com Ivan Thomás e Marciano Soares), De Olho na Cidade (programa policial e de prestação de serviços) e Super Jota Show (programa de auditório) - estes últimos apresentados por Jota Ferreira. Foi pioneira nas transmissões ao vivo de eventos como o Carnaval, Miss Paraíba e os desfiles da Independência, e na expansão do sinal para as principais cidades do estado.
De 1.º de julho de 1995 a 31 de dezembro de 1997, foi afiliada da Rede Record. Após perder a afiliação para a TV Correio, transmitiu novamente a programação da Rede Manchete em caráter provisório, até que em 18 de fevereiro de 1998, tornou-se afiliada da Rede Bandeirantes. Os telejornais locais só voltaram à programação da emissora em 2001, com O Norte.com, substituído em 2007 pelo Jornal O Norte, ambos apresentados de segunda a sexta, antes do Jornal da Band. Em 2008, surgiu O Norte Agora, revista diária focada no jornalismo e entrevistas, de segunda a sexta, às 12h30. Ao longo da sua trajetória, abriu espaço para dezenas de programas independentes.

### TV Clube (2009-2016)
A emissora passou a adotar o nome TV Clube no dia 5 de agosto de 2009. O dia escolhido foi uma homenagem ao 424º aniversário da cidade de João Pessoa. Com novos estúdios, programas e apresentadores a escolha do nome deveu-se a forte marca que a Clube FM desenvolveu em Brasília, Recife e João Pessoa.
Em 16 de janeiro de 2015, a emissora teve 57,5% das suas ações vendidas pelos Diários Associados para o Sistema Opinião de Comunicação, de propriedade de Cândido Pinheiro, e que também já era proprietário de parte das ações da TV Ponta Negra e da TV Alagoas. A venda foi aprovada pelo CADE em 19 de janeiro, através de nota publicada no Diário Oficial da União. Em 2019, o Sistema Opinião de Comunicação passou a deter 100% das ações.

### TV Manaíra (2016-2025)

Logotipo usado entre 2016 e 2025.

Em 10 de fevereiro de 2016, deixou de usar a nomenclatura TV Clube, bem como alguns programas da casa como Jornal da Clube e Aqui na Clube (rebatizados respectivamente de Jornal do 10 e Nosso Programa). Passou se a utilizar a redação da emissora neste dia, para o inicio da reforma do estúdio atual e construção dos novos cenários. Faltando 8 dias para a estreia, passaram a ir ao ar chamadas com uma contagem regressiva, além da participação dos novos apresentadores.
Em 14 de março de 2016 é realizado um café da manhã para apresentar ao mercado publicitário o novo nome e a nova marca, bem como novos cenários, programas e apresentadores. A partir de então, passa a se chamar TV Manaíra, nome mais votado pelo público, através de uma enquete no site da emissora.
Em 24 de outubro de 2023, é anunciado que a TV Manaíra perderia mais uma afiliação na sua história, desta vez para a TV Arapuan (afiliada à RedeTV! desde a fundação), que firmou contrato com a Rede Bandeirantes. A mudança acontece após a rede recusar a oferta do Sistema Opinião pelo canal. Em 13 de dezembro, após quase dois meses de indefinição, o grupo anuncia que a TV Manaíra vai se afiliar à RedeTV!, trocando afiliações com a TV Arapuan. A mudança aconteceu no dia 28 de dezembro.
Em 11 de julho de 2024, a emissora anunciou a contratação do jornalista paraibano Heron Cid para comandar o novo programa de entrevistas semanais, intitulado Hora H, com estreia marcada para 22 de julho. Em 22 de julho, o programa Hora H estreou na programação da emissora com uma entrevista com João Campos, prefeito de Recife.
No dia 21 de janeiro de 2025, é anunciada a venda da emissora junto à TV Borborema, de Campina Grande, ao Grupo Norte de Comunicação, sendo a segunda vez que o canal é vendido a outro grupo. No dia seguinte, em nota conjunta, os antigos e novos proprietários confirmaram que o contrato de compra e venda foi assinado em 19 de dezembro de 2024 e que passaram a aguardar manifestação do Cade para darem sequência a transferência do controle.

### TV Norte Paraíba (desde 2025)
Em 9 de março de 2025, o Grupo Norte de Comunicação assumiu definitivamente o controle das emissoras adquiridas na Paraíba, e em 12 de março, alterou pela terceira vez o nome do canal 10 de João Pessoa, que passou a ser chamado de TV Norte Paraíba. A estação irmã TV Borborema não teve o nome alterado pelo conglomerado manauara e manteve a identificação consolidada desde a fundação, há 59 anos.

## Sinal digital
| Canal virtual | Canal digital | Resolução de tela | Programação                                         |
| ------------- | ------------- | ----------------- | --------------------------------------------------- |
| 10.1          | 16 UHF        | 1080i             | Programação principal da TV Norte Paraíba / RedeTV! |

A emissora iniciou suas transmissões digitais em 16 de fevereiro de 2016, através do canal 16 UHF. Em 10 de outubro de 2018, passou a exibir a programação da rede em alta definição.
Transição para o sinal digital
Com base no decreto federal de transição das emissoras de TV brasileiras do sinal analógico para o digital, a TV Manaíra, bem como as outras emissoras de João Pessoa, cessou suas transmissões pelo canal 10 VHF em 30 de maio de 2018, seguindo o cronograma oficial da ANATEL.